# 孫紹龍
孫紹龍（1988年1月5日—），是中國內地男演員。他於內蒙古出生，十四歲開始學習跳舞，於2006年時因參加內蒙古電視臺舉辦的蒙古舞比賽並獲得表演二等獎而出道，及後更參與了各種模特兒和舞蹈比賽，並於2011年首次獲得拍攝電影的機會，於戲中飾演誤入歧途的高中生。翌年參與拍攝士力架廣告，並從而獲封「士力架男神」之稱號。

## 演出作品

### 電影
| 年份   | 電影名         | 角色   |
| ------ | -------------- | ------ |
| 2011年 | 《青澀記事》   | 劉強   |
| 2013年 | 《筆仙Ⅱ》      | 楊崢   |
| 2014年 | 《漫瀚調》     | 李河清 |
| 2016年 | 《格式化少女》 | 袁諒   |
| 2017年 | 《壞爸爸》     | 蕭寒漪 |

### 電視劇
| 首播年份 | 劇名                 | 角色   | 備註       |
| -------- | -------------------- | ------ | ---------- |
| 2014年   | 《杀寇决》           | 李溪染 |            |
| 2015年   | 《天生要完美》       | 富春   |            |
| 2016年   | 《了不起的咔嚓》     | 李晓明 | 網絡劇     |
| 2016年   | 《和妈妈一起谈恋爱》 | 吴振宇 |            |
| 2017年   | 《学生兵》           | 杜少维 |            |
| 2017年   | 《火王之破曉之戰》   | 帝昀   |            |
| 2017年   | 《火王之千里同风》   | 狄昀   |            |
| 2018年   | 《我要和你在一起》   | 歐陽   |            |
| 2019年   | 《劍王朝》           | 孫醒   |            |
| 2020年   | 《心宅獵人》         | 元一   | 網絡劇     |
| 2021年   | 《誰是兇手》         | 小劉   | 網絡劇     |
| 2021年   | 《人海之中遇见你》   | 陈寒   | 網絡劇     |
| 2023年   | 《無間》             | 紅毛   |            |
| 2024年   | 《阿麦从军》         | 陈起   | 網絡劇     |
| 2024年   | 《幸福草》           | 杰弗瑞 |            |
| 2024年   | 《二十一天》         | 陶冶   | 網絡劇     |
| 2025年   | 《生万物》           | 铁头   |            |
| 待播     | 《张謇》             | 蔣知禮 |            |
| 待播     | 《九个弹孔》         |        | 2022年拍攝 |
| 未播     | 《朝歌》             | 土行孫 | 2016年拍攝 |

## 外部連結
- 孫紹龍在豆瓣上的资料（简体中文）
- 孫紹龍的新浪微博
- 孫紹龍在互联网电影资料库（IMDb）上的資料（英文）